# Dendrobium rariflorum
Dendrobium rariflorum är en orkidéart som beskrevs av Johannes Jacobus Smith. Dendrobium rariflorum ingår i släktet Dendrobium, och familjen orkidéer. Inga underarter finns listade i Catalogue of Life.